# Myrmarachne malayana
Myrmarachne malayana là một loài nhện trong họ Salticidae.
Loài này thuộc chi Myrmarachne. Myrmarachne malayana được Edmunds & Jerzy Prószyński miêu tả năm 2003.